# Fakfak
Fakfak (indonesisch Kota Fakfak, auch Fak-Fak) ist die Hauptstadt des Regierungsbezirks Fakfak der indonesischen Provinz Papua Barat (ehemals Irian Jaya Barat). Die Stadt liegt an der Tamaruni-Bucht (Seramsee) im Nordwesten der Bomberai-Halbinsel. Ihr gegenüber liegt die Insel Panjang.

## Geschichte
Fakfak war ebenfalls Hauptstadt der Abteilung Fak-Fak und Hauptort der Unterabteilung Fak-Fak von Niederländisch-Neuguinea. Die niederländische Besiedelung begann 1898, nachdem das Sultanat von Ternate dazu die Erlaubnis erteilte. Ternate und Fakfak hatten schon zuvor Handelsbeziehungen. Am 1. April 1942 landeten im Pazifikkrieg japanische Truppen in Fakfak und die kleine niederländische Garnison ergab sich ohne Kämpfe.